# Pentium M

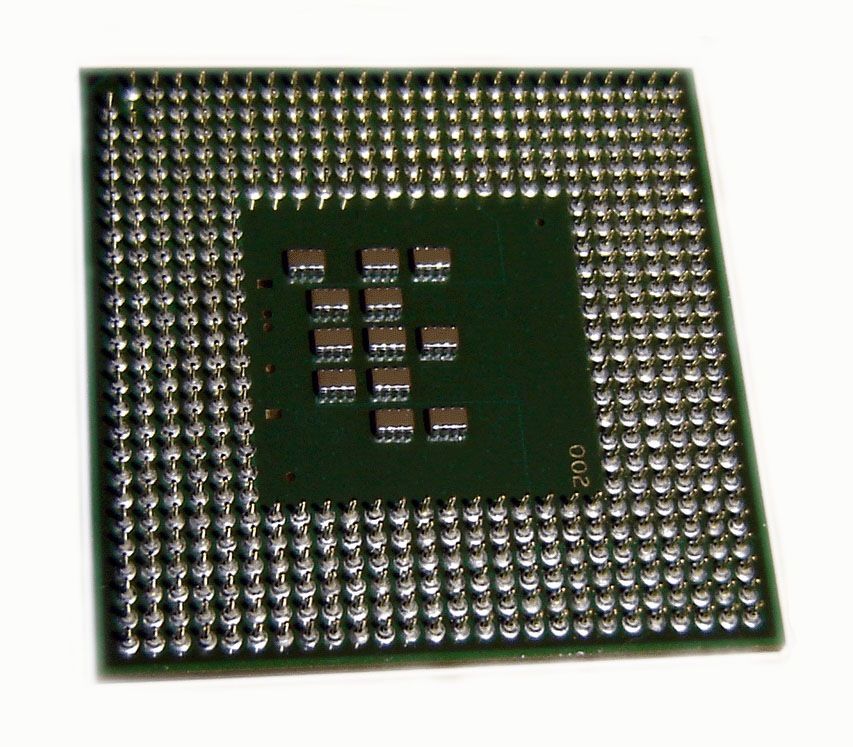
Vista posterior del Pentium M core Dothan

Introduït el març de 2003, l'Intel Pentium M  és un microprocessador amb arquitectura x86 (i686) dissenyat i fabricat per Intel. El processador va ser originalment dissenyat per al seu ús a ordinadors portàtils. El seu nom en clau abans de la seva introducció era "Banias". Tots els noms clau del Pentium M són llocs d'Israel, la ubicació de l'equip de disseny del Pentium M.

## General
El Pentium M representa un canvi radical per Intel, ja que no és una versió de baix consum del Pentium 4, sinó una versió fortament modificada del disseny del Pentium III (que al seu torn és una modificació del Pentium Pro). Està optimitzat per a un consum de potència eficient, una característica vital per ampliar la durada de la bateria de les computadores portàtils. Funciona amb un consum mitjà molt baix i desprèn molta menys calor que els processadors d'ordinadors de sobretaula, el Pentium M funciona a una freqüència de rellotge més baixa que els processadors Pentium 4 normals, però amb un rendiment similar (per exemple un Pentium M amb velocitat de rellotge d'1,73 GHz normalment pot igualar el rendiment d'un Pentium 4 a 3,2 GHz).
Els processadors Intel Pentium M formen part integral de la plataforma Intel Centrino.

## Banias
El primer Intel Pentium M, identificat pel nom codi "Banias", va ser introduït al març 2003. És un microprocessador fabricat amb 77 milions de transistors de 130 nm de mida. Inicialment "Banias" no tenia nomenclatura oficial per identificar els models, però després es va conèixer com a Intel Pentium M 705. El processador s'acobla a la targeta mare per mitjà de dos sockets; un 479 pins i un altre de 478 pins. Les freqüències de rellotge d'aquest processador van des dels 900 MHz fins als 1,7 GHz, amb un FSB de 400MHz i un memòria cau de nivell 2 (L2) d'1 MB. Els processadors "Banias" formen part de la primera versió de la plataforma Centrino anomenada "Carmel", la qual és el processador Intel Pentium M "Banias", més el chipset 855 d'Intel anomenat "Odem".
Els models regulars de Pentium M "Banias" van d'1,5 GHz a 1,7 GHz (en escala de 0,1 GHz) i la seva TDP és de 24,5 W. Els models de baix consum (i baix rendiment) del Pentium M "Banias" van d'1,3 GHz a 1,4 GHz i el TDP és de 22 W, mentre que els models d'ultra baix consum són d'1,2 GHz, 1,1 GHz i 900 MHz, els quals tenen un TDP de 12, 12 i 7 W respectivament. El FSB en tots els models "Banias" és de 400MHz i el memòria cau L2 és de 1MB.

## Dothan
Després d'algun retards, el 10 maig 2004 (segon quadrimestre del 2004) Intel va llançar el nou i millorat  Intel Pentium M  "Dothan", nomenat per un poble antic d'Israel, va ser un dels primers processadors Intel a utilitzar una nomenclatura oficial per identificar el model en lloc de només esmentar la velocitat de rellotge. El Pentium M "Dothan" va ser conegut amb la nomenclatura sèrie 700.
Els Pentium M 700-sèries "Dothan" mantenen el disseny bàsic i mida de l'original "Banias", però el nou microprocessador és manufacturat amb transistors més petits de 90 nm, el que va permetre que l'equip Intel a Israel doblar la mida de la memòria cau de l'L2 a 2MB. Els 140 milions de transistors del nou "Dothan" caben a 84 mm2, cosa que és aproximadament la mateixa mida físic de "Banias". Gràcies als transistors més petits, el TDP de les primeres versions regulars de "Dothan" va baixar a 21 W contra els 24,5 W originals de "Banias", millorant la vida de la bateria. Cal recalcar que "Dothan" porta moltes més millores a l'arquitectura (disseny) que la miniaturització del processador i la mida del cau, cosa que el fa un processador més eficient.
Amb "Dothan", Intel va llançar una gamma de models molt més ampli que el seu antecessor. "Dothan" ve en dues iteracions, una primera de 400MHz de FSB i L2 de 2MB. La primera versió regular de "Dothan" va ser llançada amb velocitats de rellotge d'1,5 GHz a 2,1 GHz (en increments de 0,1 GHz). la nomenclatura a Dothan és  Intel Pentium M 715  per al processador d'1,5 GHz,  725  per al d'1,6 GHz, fins a  765  per al processador de 2,1 GHz Els processadors "Dothan" també van treure una línia de baix consum i ultra baix consum. Aquesta primera versió de "Dothan" treballa amb el mateix chipset d'Intel 855 "Odem".
Per al primer quadrimestre de l'any 2005, Intel va llançar la segona versió de la seva plataforma Centrino amb nom codi "Sonoma" per competir amb la creixent amenaça del processador AMD Turion 64. La nova plataforma Centrino porta el nou chipset d'Intel 915 "Alviso" que és capaç de velocitats de transferències de l'FSB de fins a 533MHz (en contrast amb els 400MHz de la passada generació). El nou chipset més utilitza memòria RAM DDR2 en lloc de la DDR1 del chipset 855 "Odem" original. El nou chipset ve acompanyat de la segona iteració del microprocessador "Dothan", la qual és una versió lleugerament millorada de l'original. El nou "Dothan" té un FSB de 533MHz i un major consum d'energia (TDP de 27 W).
La segona iteració de "Dothan" manté la mateixa mida de transistors i memòria cau, per diferenciar de la passada iteració els "Dothan" tenen números que acaben en 0 en la seva nomenclatura, per exemple: L'1,6 GHz ara és  Intel Pentium M 730  i el 2,0 GHz és  760 . Les freqüència rellotge dels processadors regulars "Dothan" 2a iteració van des d'1,6 GHz fins a 2,26 GHz (en increments de 0,13 GHz).

## Yonah i Merom
El nou processador  Mobile Intel Core Duo  nom codi "Yonah" és una evolució radical basada en "Dothan". "Yonah" és un microprocessador doble nucli (dos processadors en un mateix paquet) i fabricat amb transistors de 65 nm. "Yonah" porta al desenvolupament del  Mobile Intel Core 2 Duo  nom codi "Merom" amb suport de 64-bits i immensament més poderós que l'original "Banias".